# カラム (キンシャサ)
カラムはキンシャサのフナ地区にある自治体(コミューン)の一つ。人口は2004年時点で315,342人。スタッド・デ・マルティールやパレデュププル、タタラファエルスタジアム、ンドロ空港などの主要な建物が存在する。カラムという名前の由来はコンゴ川の支流であるカラム川にちなんでつけられている。

## 姉妹都市

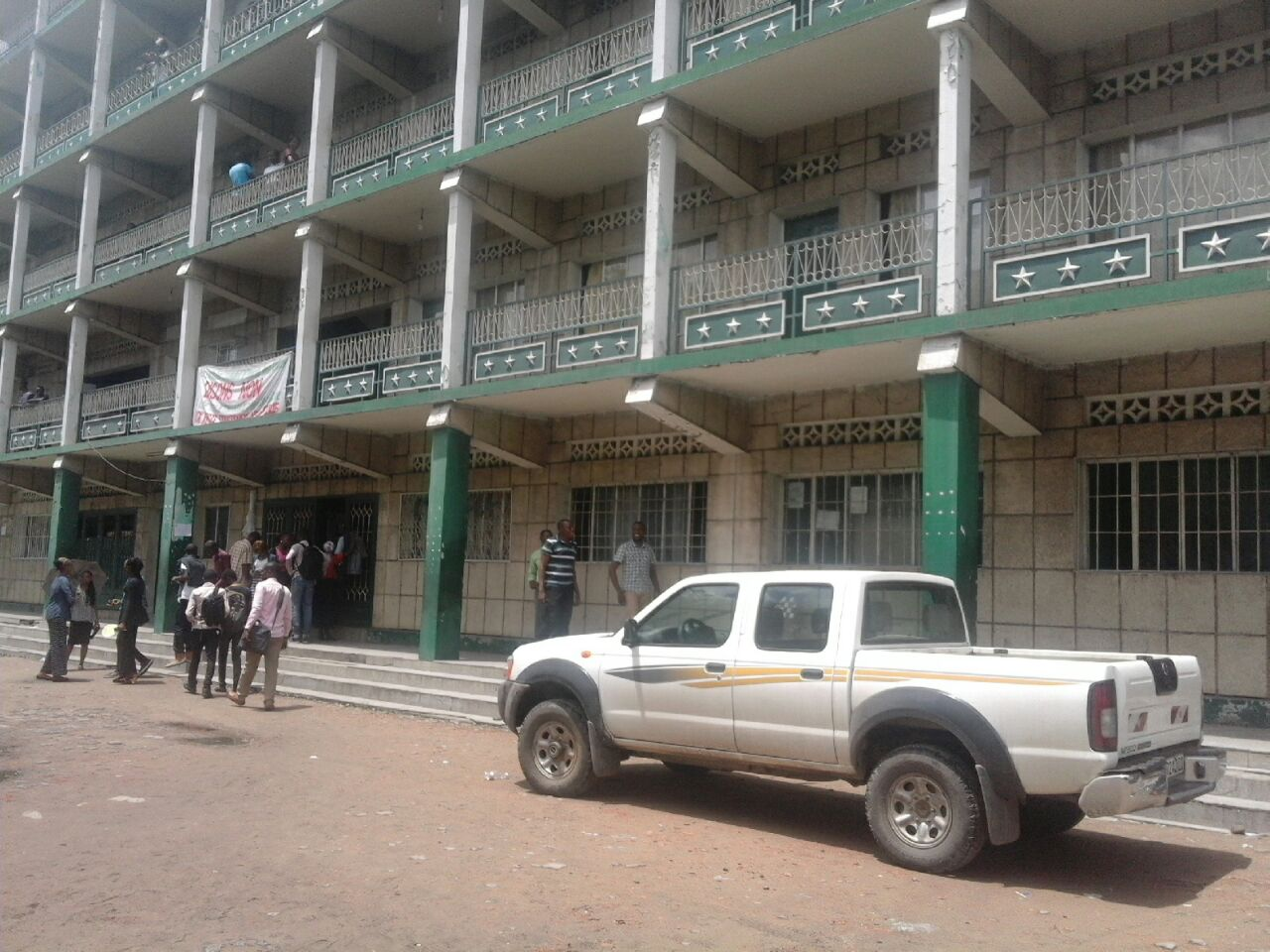
カラムに存在するキンバングイズムの大学

- ベルギー イクセル